# Genairco Biplane
Die Genairco Biplane (auch als Genairco Moth bekannt) war ein Reiseflugzeug des australischen Herstellers Genairco.

## Geschichte und Konstruktion
Die Biplane war ein Doppeldeckerreiseflugzeug, das in kleinen Stückzahlen in Australien in den späten 1920er- und frühen 1930er-Jahren hergestellt wurde. Es war als herkömmlicher Doppeldecker mit festem Spornradfahrwerk ausgelegt. Die Tragflächen entstammten der Avro Avian, während der Rumpf auf dem der de Havilland DH.60 Moth basierte, jedoch breiter war, sodass zwei Passagiere in einem offenen Cockpit vor dem Piloten sitzend befördert werden konnten. Einige spätere Exemplare wurden mit einer geschlossenen Kabine für drei Passagiere ausgestattet und erhielten die Bezeichnung Genairco Cabin Biplane. Die ursprünglichen Modelle wurden dann Genairco Open Biplan genannt.

## Technische Daten
| Kenngröße             | Daten                                                  |
| --------------------- | ------------------------------------------------------ |
| Besatzung             | 1                                                      |
| Passagiere            | 3                                                      |
| Länge                 | ? m                                                    |
| Spannweite            | 9,25 m                                                 |
| Höhe                  | 2,70 m                                                 |
| Flügelfläche          | ? m²                                                   |
| Leermasse             | 451 kg                                                 |
| max. Startmasse       | ? kg                                                   |
| Reisegeschwindigkeit  | ? km/h                                                 |
| Höchstgeschwindigkeit | ? km/h                                                 |
| Dienstgipfelhöhe      | ? m                                                    |
| Reichweite            | ? km                                                   |
| Triebwerke            | 1 × Vierzylinder-Reihenmotor Harkness Hornet mit 86 kW |